# Seznam kostelů v Plzni
Seznam kostelů v Plzni zahrnuje nejen římskokatolické kostely, ale i kostely nebo modlitebny dalších církví či církevních společenství v Plzni včetně sborových domů a staveb zaniklých. Plzeňské synagogy jsou uvedeny v samostatném seznamu. Zamýšlené, avšak nezrealizované kostely jsou uvedeny v závěru rovněž jako samostatný seznam.

## Historie vzniku kostelů v Plzni

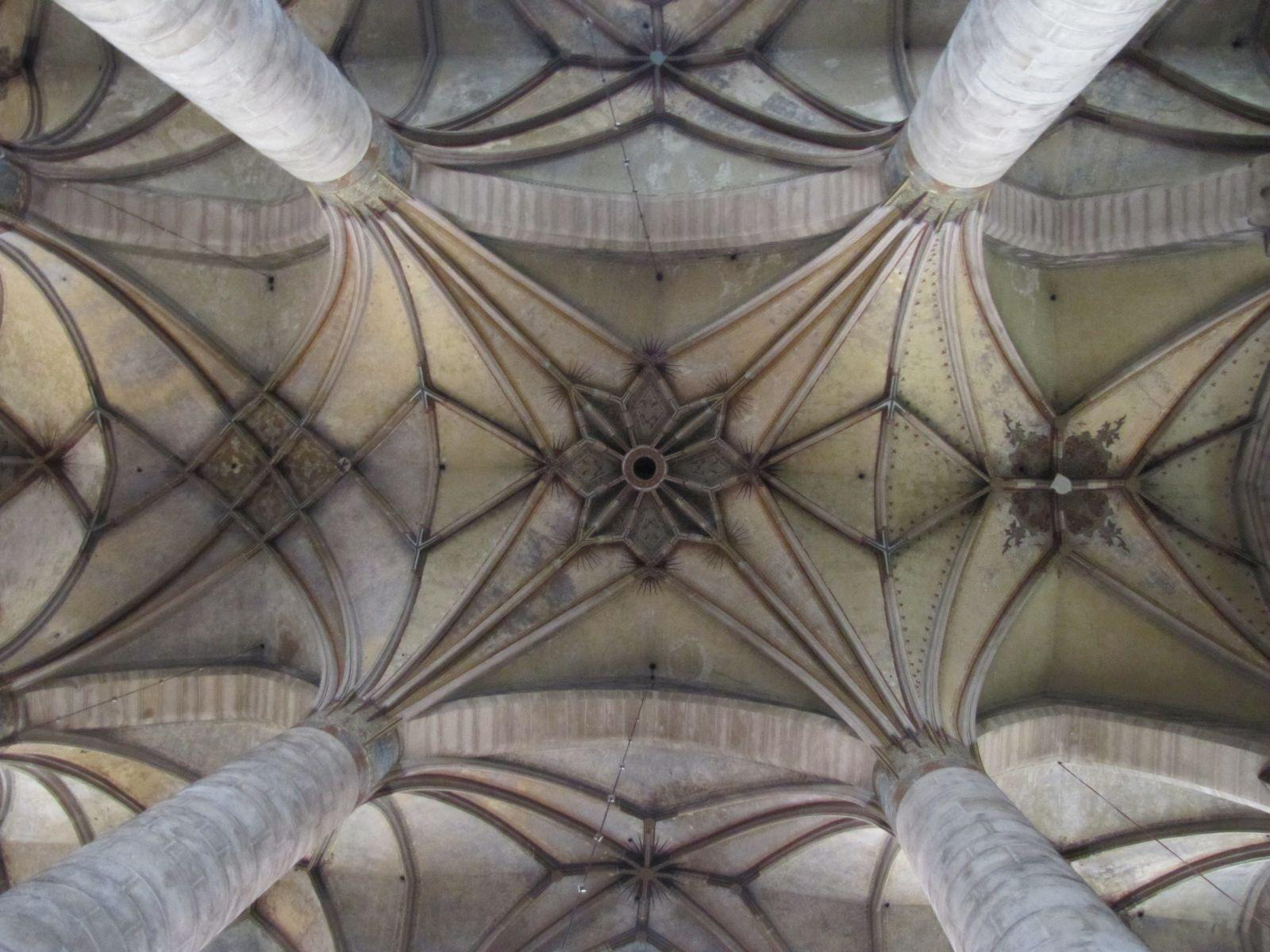
Detail klenby katedrály sv. Bartoloměje

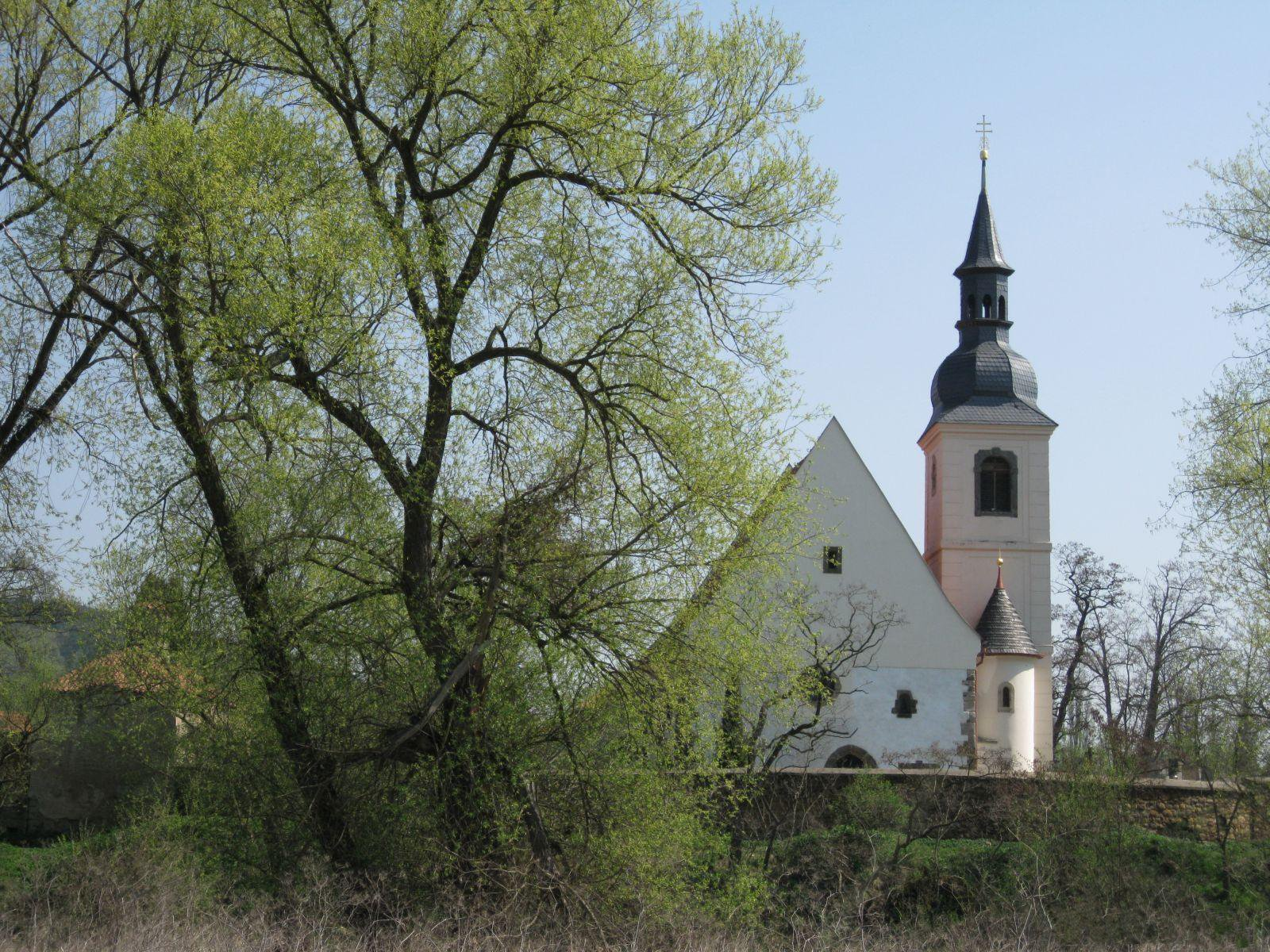
Nejstarší kostel v Plzni

Za nejstarší kostel v katastru dnešní Plzně je bezesporu považován kostel svatého Jiří v Doubravce. Jeho vznik je spojován s tzv. Svatovojtěšskou legendou a lety 992–993. Pravděpodobnější vznik kostela je však datován spíše na konec 12. století. Druhým nejstarším kostelem v Plzni je kostel Všech svatých, který náležel k zaniklé obci Malice a vznikl již před založením města Plzně, tedy před rokem 1295. Krátce po založení Plzně, tehdy Nové Plzně, je započato i budování dnešní katedrály svatého Bartoloměje na centrálním náměstí. V roce 1320 byl na pražském nebo též špitálském předměstí založen dnes již bývalý špitál se stejnojmenným kostelem svaté Máří Magdalény. Do roku 1336 datována první písemná zmínka o františkánském klášteru v Plzni i o kostele Nanebevzetí Panny Marie, z něhož tou dobou již bylo postaveno presbyterium a pokračovala stavba lodě. K dostavbě kostela došlo v roce 1350. Na místě původní patrně románské sakrální stavby, jejíž pozůstatky jsou snad ve zdivu současného kostela obsaženy, byl vybudován kostel svatého Petra a Pavla v Liticích. První písemná zmínka o něm pochází z roku 1352. Dalším kostelem, jehož přesná doba vzniku není známa, je kostel svatého Jiří v Malesicích. Roku 1384 je však zmiňován již jako farní. Naopak poměrně dobře známá je historie založení kostela svatého Mikuláše, který dal postavit v roce 1406 plzeňský měšťan malíř Vít. Dokončen byl roku 1410. Pravděpodobně v roce 1446 bylo započato s výstavbou dnes již zaniklého kostela v areálu dominikánského kláštera. Trochou nejasností je opředen bývalý kostel svatého Rocha, který je někdy ztotožňován s kaplí či kostelíkem sv. Fabiána a Šebestiána a sv. Anny z roku 1599. V letech 1712 až 1735 byl Jakubem Augustonem vystavěn barokní kostel svaté Anny jako součást tehdejšího kláštera dominikánek. Opět nejistou dobu založení má i kostel Nejsvětějšího Jména Ježíš, zvaný „U Ježíška“. Jisté však je, že roku 1745 až 1746 došlo k první zdokumentované přestavbě již stávajícího objektu. Vznik dalších staveb je datován již na přelom 19. a 20. a především počátek 20. století. 8. září 1896 je otevřen kostel Sboru Karla Farského, 22. října 1911 jako součást kláštera redemptoristů kostel svatého Jana Nepomuckého, 7. října 1906 byl slavnostně svěcen kostel svatého Martina a Prokopa v Lobzích a 30. října 1913 opět jako součást kláštera, tentokrát nově postaveného kláštera dominikánů na Jiráskově náměstí, kostel Panny Marie Růžencové. Další stavbou otevřenou veřejnosti byl 6. července 1925 Husův chrám, o rok později 28. října 1926 byl položen základní kámen modlitebny Sboru Maranatha a 29. listopadu 1936 byl otevřen kostel Korandova sboru na dnešním Anglickém nábřeží.
Mezi novodobé svatostánky se pak řadí například kostel Sboru Kristova Kříže na Mikulášském náměstí vysvěcený 11. září 1994, modlitebna Sboru Evangelické církve metodistické Plzeň 1 - Lochotín otevřená 18. prosince 1999, Sál Království vysvěcený dne 23. září 1994 i Kulturní, volnočasové a křesťanské centrum Adventistů sedmého dne otevřené v září 2010. Bez zajímavosti jistě není ani vznik buddhistických center.

## Seznam kostelů v Plzni
| Foto | Název                                          | Umístění            | Uživatel                                    |
| ---- | ---------------------------------------------- | ------------------- | ------------------------------------------- |
|      | Katedrála svatého Bartoloměje                  | náměstí Republiky   | Římskokatolická církev                      |
|      | Kostel svatého Jiří                            | Plzeň-Doubravka     | Římskokatolická církev                      |
|      | Kostel svatého Petra a Pavla                   | Plzeň-Litice        | Římskokatolická církev                      |
|      | Kostel Všech svatých                           | Plzeň-Roudná        | Římskokatolická církev                      |
|      | Kostel svatého Jana Nepomuckého                | Chodské náměstí     | Římskokatolická církev                      |
|      | Kostel Panny Marie Růžencové                   | Jiráskovo náměstí   | Římskokatolická církev                      |
|      | Kostel svatého Martina a Prokopa               | Revoluční ulice     | Římskokatolická církev                      |
|      | Kostel Nanebevzetí Panny Marie                 | Františkánská ulice | Římskokatolická církev                      |
|      | Kostel Nejsvětějšího Jména Ježíš („U Ježíška“) | Plzeň               | Město Plzeň                                 |
|      | Kostel svatého Jiří                            | Plzeň-Malesice      | Římskokatolická církev                      |
|      | Kostel svaté Anny                              | Bezručova ulice     | Pravoslavná církev                          |
|      | Kostel svatého Mikuláše                        | Mikulášské náměstí  | Řeckokatolická církev                       |
|      | Sbor Karla Farského                            | Husova ulice        | Církev československá husitská              |
|      | Sbor Kristova kříže                            | Mikulášské náměstí  | Církev československá husitská              |
|      | Kostel Korandova sboru                         | Anglické nábřeží    | Českobratrská církev evangelická            |
|      | Kostel Husův chrám                             | Němejcova ulice     | Českobratrská církev evangelická            |
|      | Modlitebna Sboru Maranatha                     | Husova ulice        | Evangelická církev metodistická             |
|      | Modlitebna Sboru ECM Plzeň 1 - Lochotín        | Bolevecká náves     | Evangelická církev metodistická             |
|      | Modlitebna sboru Církve bratrské (Plzeň)       | Doudlevecká ulice   | Církev bratrská                             |
|      | Modlitebna Obce unitářů v Plzni                | Tomanova ulice      | Náboženská společnost českých unitářů       |
|      | Sborový dům                                    | U Svépomoci         | Církev Ježíše Krista Svatých posledních dnů |
|      | Kulturní, volnočasové a křesťanské centrum     | Malesická ulice     | Adventisté sedmého dne                      |
|      | Klubové centrum                                | Koterovská ulice    | Adventisté sedmého dne                      |
|      | Sál království                                 | Hrádecká ulice      | Svědkové Jehovovi                           |
|      | Buddhistická svatyně                           | Francouzská ulice   |                                             |
|      | Centrum buddhismu Diamantové cesty             | Františkánská ulice |                                             |

## Zaniklé kostely
Kostel sv. Máří Magdalény zanikl za vlády Josefa II. kolem roku 1789 stejně tak jako kostel sv. Rocha, který byl postupem času přestavěn na obytný dům, v jehož zdivu jsou dodnes zachovány fragmenty této svatyně. Při postupné demolici areálu dominikánského kláštera zanikl i kostel sv. Markéty. Na jeho místě vznikl nový justiční palác.
| Foto | Název                       | Umístění            | Poznámka                                                |
| ---- | --------------------------- | ------------------- | ------------------------------------------------------- |
|      | Kostel svaté Máří Magdalény | Pražská ulice       |                                                         |
|      | Kostel svatého Rocha        | ulice U sv. Rocha   | Někdy uváděn jako kostel sv. Fabiána, Šebestiána a Anny |
|      | Kostel svaté Markéty        | Veleslavínova ulice | V areálu bývalého dominikánského kláštera v Plzni       |

## Synagogy

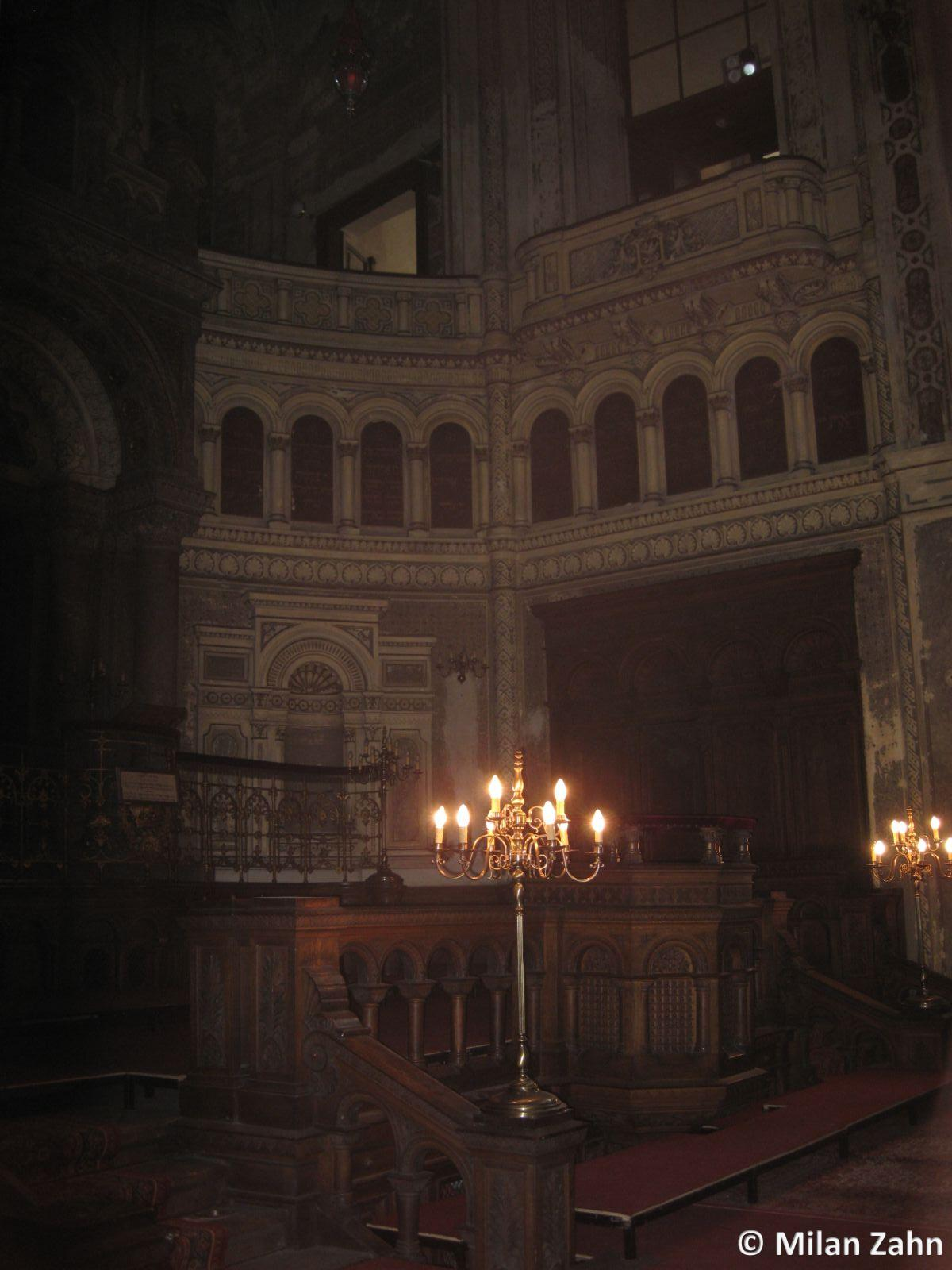
Interiér Velké synagogy

Nejstarší synagoga se nacházela patrně nejpozději od roku 1409 v severozápadní části středověké Plzně, kde se rozkládala židovská čtvrť, zhruba v místech dnešní hlavní pošty v Solní, tehdejší Židovské ulici. V roce 1504 dochází vykázání Židů z Plzně, ovšem synagoga přesto fungovala až do roku 1533, kdy zaniká s celou komunitou.
Po roce 1848 je židovské komunitě opět umožněno usazovat se v Plzni. Rostoucí počet jejích členů vedl v letech 1858 až 1859 ke vzniku tzv. Staré synagogy, a když kapacita přestala postačovat, v roce 1875 vzniká v jejím těsném sousedství tzv. Pomocná synagoga. Konečně v letech 1888 až 1892 byla v Plzni postavena Velká synagoga, která svojí velikostí patří k největším na světě (druhá v Evropě, třetí na světě).
| Foto | Název               | Umístění            | Poznámka |
| ---- | ------------------- | ------------------- | -------- |
|      | Středověká synagoga | Solní ulice         | zaniklá  |
|      | Stará synagoga      | Smetanovy sady      |          |
|      | Pomocná synagoga    | Smetanovy sady      |          |
|      | Velká synagoga      | Sady Pětatřicátníků |          |

## Nezrealizované kostely
Potřeba výstavby nových kostelů v Plzni vyvstala především v satelitních obcích připojených k Plzni. První takovou jsou Skvrňany, kde záměr stavby kostela svatého Antonína Paduánského pocházející již z roku 1931 došel nejdále, neboť byla realizována jeho suterénní část. Stavba byla v roce 1944 přerušena a již nebyla obnovena. Dalším záměrem byla výstavba kostela svatého Václava v Doudlevcích. Zde však kvůli 2. světové válce nebylo se stavbou ani započato. Nejrozsáhlejším záměrem byla stavba kostela v Bolevci, jenž měl být součástí zamýšleného areálu ženského kláštera. Kostel měl nést název Farní chrám Panny Marie, Královny České země a svatých patronů českých. I zde záměr přerušila nejprve 2. světová válka a poté celospolečenské změny.
| Foto | Název                                                                  | Umístění        | Poznámka                         |
| ---- | ---------------------------------------------------------------------- | --------------- | -------------------------------- |
|      | Kostel svatého Antonína Paduánského                                    | Plzeň-Skvrňany  | Realizován pouze fragment stavby |
|      | Kostel svatého Václava                                                 | Plzeň-Doudlevce |                                  |
|      | Farní chrám Panny Marie, královny České země a svatých patronů českých | Plzeň-Bolevec   |                                  |